# Elvis: A Legendary Performer Volume 2
Elvis: A Legendary Performer Volume 2 är ett samlingsalbum med inspelningar av den amerikanske sångaren och musikern Elvis Presley, utgivet den 8 januari 1976 av RCA Records.  Liksom var fallet med den första volymen i serien, utgiven 1974, bestod albumet av en blandning av tidigare utgivna och outgivna inspelningar. Det innehåller 14 spår av vilka tolv är låtar och två är intervjuer med Elvis Presley. Albumet certifierades guld den 25 oktober 1977, samt platina och 2 × platina den 15 juli 1999 av RIAA.

## Innehåll
I likhet med sin föregångare i skivbolaget RCA:s "Legendary Performer"-serie om Elvis Presley, blandade detta album välkända låtar med tidigare outgivna låtar och alternativa tagningar, ungefär hälften av varje. I denna andra volym i serien släppte RCA för första gången "Harbor Lights", en ballad som Elvis hade spelat in under sin första session för Sun Records i juli 1954. Detta var första gången sedan 1965 som RCA hade släppt outgivna inspelningar från Sun Records arkiv. Annat tidigare outgivet material på albumet inkluderade en alternativ version av Elvis hitlåt "I Want You, I Need You, I Love You" från 1956, flera tidigare outgivna framträdanden från 1968 års NBC TV-special, samt "A Cane and a High Starched Collar", en låt som spelades in 1960 och användes i filmen Flaming Star, men som ansågs vara så medioker att den tidigare inte hade givits ut. Från denna inspelning inkluderade man dessutom en alternativ avbruten tagning, och dessutom avbrutna alternativa inspelningar av "Such a Night" från 1960. Utdrag från en tidigare outgiven intervju och likaså från en inspelning vid en presskonferens, fanns också med på detta album.
Albumet kan i första hand anses ha riktat sig till fans och samlare, vilket ändå inte hindrade det från att den 25 oktober 1977 ha sålt motsvarande guld, och att det den 15 juli 1999 hade sålt över två miljoner exemplar i USA och därmed kom att certifieras dubbel platina av Recording Industry Association of America (RIAA). "Legendary Performer"-serien skulle fortsätta med Elvis: A Legendary Performer Volume 3, som släpptes 1978, och Volume 4 som utkom 1983.
I likhet med Elvis: A Legendary Performer Volume 1 från 1974, kom man att avlägsna några av spåren från original-LP:n på BMG:s cd-utgåva från 1989. På cd-utgåvan saknas intervjun med Jay Thompson i Wichita Falls, Texas, "Blue Christmas", "A Cane and a High Starched Collar" och "Presentation of Awards to Elvis" från presskonferensen på Honolulu 1961.

## Låtlista
| 1. | Harbor Lights (tidigare outgiven Sun-master)                                  | Jimmy Kennedy, Hugh Williams                  | 5 juli 1954          | 2:35 |
| 2. | Intervju med Jay Thompson (Wichita Falls, Texas)                              |                                               | 9 april 1956         | 3:34 |
| 3. | I Want You, I Need You, I Love You (tidigare outgiven alternativ tagning #15) | Ira Kosloff, George Mysels                    | 14 april 1956        | 2:40 |
| 4. | Blue Suede Shoes (tidigare outgiven liveversion från '68 Comeback Special)    | Carl Perkins                                  | 27 juni 1968 (20:00) | 1:37 |
| 5. | Blue Christmas                                                                | Billy Hayes, Jay Johnson                      | 5 september 1957     | 2:03 |
| 6. | Jailhouse Rock (från filmen Jailhouse Rock)                                   | Jerry Leiber, Mike Stoller                    | 30 april 1957        | 2:22 |
| 7. | It's Now or Never                                                             | Eduardo di Capua, Wally Gold, Aaron Schroeder | 3 april 1960         | 3:11 |

| 1.           | A Cane and a High Starched Collar (tidigare outgiven, tagning 2 och master från filmen Flaming Star) | Sid Tepper, Roy C. Bennett | 8/9 augusti 1960 | 2:40  |
| 2.           | Presentation of Awards to Elvis (från en presskonferens på Honolulu, Hawaii)                         |                            | 25 mars 1961     | 1:24  |
| 3.           | Blue Hawaii (tidigare outgiven liveversion, från Aloha from Hawaii)                                  | Ralph Rainger, Leo Robin   | 14 januari 1973  | 2:28  |
| 4.           | Such a Night (tagningarna 2, 3 [4] & master [5])                                                     | Lincoln Chase              | 4 april 1960     | 3:46  |
| 5.           | Baby, What You Want Me to Do (tidigare outgiven liveversion, från '68 Comeback Special)              | Jimmy Reed                 | 27 juni 1968     | 1:41  |
| 6.           | How Great Thou Art                                                                                   | Stuart K. Hine             | 25 maj 1966      | 2:55  |
| 7.           | If I Can Dream (från '68 Comeback Special)                                                           | Walter Earl Brown          | 30 juni 1968     | 3:14  |
| Total längd: | Total längd:                                                                                         | Total längd:               | Total längd:     | 36:10 |